# Antinomien der Mengenlehre
Als Antinomien der Mengenlehre bezeichnet man logische Widersprüche, die von Mathematikern um das Jahr 1900 herum bei der Beschäftigung mit der naiven Mengenlehre entdeckt wurden. Antinomien, die sich aus einer speziellen, formalisierten axiomatischen Mengenlehre ergeben, zählt man in der Regel nicht dazu. Die wohl bekannteste ist die Russellsche Antinomie, deren Entdeckung 1903 zur Grundlagenkrise der Mathematik führte. Aber auch schon vorher waren Antinomien in der Mengenlehre bekannt.

## Axiome der naiven Mengenlehre
Was die Mengenlehre naiv macht, ist die in der Regel anschauliche Argumentation ohne Rückgriff auf größere logische Formalisierung. Aus didaktischen Gründen stellen Lehrbücher aber häufig implizit angenommene Axiome bzw. Axiomenschemata vor, um die logischen Widersprüche besser zu demonstrieren. Dazu werden folgende Axiome in einer prädikatenlogischen Sprache erster Stufe mit einem zweistelligen Prädikat {\displaystyle \in } betrachtet:
- Extensionalitätsaxiom:

{\displaystyle \forall x\forall y(x=y\longleftrightarrow \forall z(z\in x\longleftrightarrow z\in y))}
- Volles Komprehensionsschema: Für jede Formel {\displaystyle \varphi (x)} mit einer ungebundenen Variable gilt:

{\displaystyle \exists m\forall x(x\in m\longleftrightarrow \varphi (x))}
Das erste Axiom erklärt die Gleichheit (die ansonsten in einer prädikatenlogischen Sprache primitiv ist) durch das Elementsprädikat. Das zweite Axiom postuliert die Existenz einer Menge zu jeder beliebigen Formel.

## Antinomien
Da eine Mengenlehre auf Grundlage der oben genannten Axiomatisierung inkonsistent ist, lassen sich beliebig viele Antinomien und Paradoxa herleiten. Historische Bedeutsamkeit haben aber nur einige wenige erlangt. Die folgende Aufzählung basiert auf den von Adolf Fraenkel in der Vorlesungsreihe Zehn Vorlesungen über die Grundlegung der Mengenlehre einschließlich der beiden Cantorschen Antinomien, die vom Begründer der Mengenlehre Georg Cantor selbst stammen.

### Burali-Forti-Paradoxon
Das älteste Paradoxon kommt vom italienischen Mathematiker Cesare Burali-Forti und wurde im Zusammenhang mit Ordinalzahlen entdeckt. Wenn man die moderne Definition von Ordinalzahlen nach von Neumann nimmt, kann man den Beweis und den Widerspruch so skizzieren:
Zu der Formel „{\displaystyle x} ist eine Ordinalzahl“ definiert man sich {\displaystyle \Omega } die Menge aller Ordinalzahlen. Es lässt sich nun zeigen, dass die Menge aller Ordinalzahlen wohlgeordnet und transitiv ist, wodurch die Menge aller Ordinalzahlen nach der gängigsten Ordinalzahldefinition selbst eine Ordinalzahl ist. Das heißt aber, dass {\displaystyle \Omega } sich selbst enthalten muss, also {\displaystyle \Omega \in \Omega }, was aber dann {\displaystyle \Omega <\Omega } bedeuten würde, was ein Widerspruch ist.

### Cantorsche Antinomien
Zwei weitere Antinomien entdeckte der Begründer der Mengenlehre, Georg Cantor, selbst im Jahre 1897 und 1899. In beiden macht er sich den Satz von Cantor zunutze: Für jede Menge gilt, dass dessen Potenzmenge eine strikt größere Kardinalität besitzt.

#### Erste Cantorsche Antinomie
Seine erste Antinomie ähnelt dem Burali-Forti-Paradoxon und erzeugt einen Widerspruch mit Kardinalzahlen. Denn angenommen, es gäbe eine Menge der Kardinalzahlen {\displaystyle \kappa }, dann müsste man {\displaystyle \kappa } eine größte Kardinalzahl zuweisen können. Sei dann
{\displaystyle \bigcup _{x\in \kappa }x=:T}.
Dann ist jedes Element von {\displaystyle \kappa } eine Teilmenge von {\displaystyle T}. Damit muss die Kardinalität von {\displaystyle \kappa } aber kleiner oder gleich {\displaystyle T} sein. Dann muss {\displaystyle \kappa } aber eine strikt kleinere Mächtigkeit als {\displaystyle {\mathcal {P}}(T)} haben, was ein Widerspruch ist.

#### Zweite Cantorsche Antinomie
Seine zweite Antinomie geht von der Allklasse aus. Die Potenzmenge der Allklasse müsste in der Allklasse selbst enthalten sein, kann also keine größere Kardinalität haben als die Allklasse. Allerdings muss nach dem Satz von Cantor die Potenzmenge eine größere Allklasse haben, was ein Widerspruch ist.

### Russellsche Antinomie
Von Bertrand Russell stammt die wohl berühmteste Antinomie, die sich durch eine besondere Einfachheit auszeichnet: Im Gegensatz zu den anderen Antinomien benötigt man keine tieferen mengentheoretischen Sätze oder Begriffe, um sie erzeugen zu können.
Dafür betrachtet er die Russellsche Klasse: Die Menge {\displaystyle {\mathcal {R}}}, für die gilt:
{\displaystyle \forall x(x\in {\mathcal {R}}\longleftrightarrow x\notin x)},
d.h. {\displaystyle {\mathcal {R}}} ist die Menge aller Mengen, die sich nicht selbst enthalten. {\displaystyle {\mathcal {R}}\in {\mathcal {R}}} ist dann äquivalent zu {\displaystyle {\mathcal {R}}\notin {\mathcal {R}}}, was ein Widerspruch ist.

### Richards Paradox
Das Richards Paradox, welches eine große Ähnlichkeit zum Berry-Paradoxon aufweist, basiert auf einem Argument ähnlich der Cantor-Diagonalisierung. Die Überlegung dazu ist, dass die Menge aller Buchstaben, Interpunktionszeichen und Ziffernfolgen endlich ist und man diese in Buchstabenfolgen der Länge {\displaystyle n} aneinanderreihen kann. Die meisten dieser Buchstabenfolgen werden keinen Sinn ergeben, aber einige von denen werden in der Lage sein, konkrete Zahlen zu beschreiben. Zum Beispiel wäre „Die eine gerade Primzahl“ eine zulässige Beschreibung für die Zahl 2. Da das {\displaystyle n} selbst nur natürliche Werte annimmt, und unter der Annahme, man könne jede reelle Zahl durch eine Buchstabenfolge beschreiben, folgt daraus ein Widerspruch, da die reellen Zahlen überabzählbar sind.

## Ausweg
Alle hier erwähnten Antinomien lassen sich durch das volle Komprehensionsschema erzeugen. Ein naheliegender Ausweg wäre also, das volle Komprehensionsschema einzuschränken. In der Zermelo-Fraenkel-Mengenlehre, aber auch in anderen Axiomensystemen wie dem Scottschen Axiomensystem, wird das Komprehensionsschema zum Aussonderungsschema abgeschwächt. Die russellsche Typentheorie verbietet Selbstprädikation von vorneherein.